# Cepheidae (neteldier)
Cepheidae is een familie van neteldieren uit de klasse van de Scyphozoa (schijfkwallen).

## Geslachten
- Cephea Péron & Lesueur, 1810
- Cotylorhiza Agassiz, 1862
- Marivagia Galil & Gershwin, 2010
- Netrostoma
- Polyrhiza